# Armentiu
Armentiu (en francès Armentieux) és un municipi francès situat al departament del Gers i a la regió d'Occitània.

## Geografia

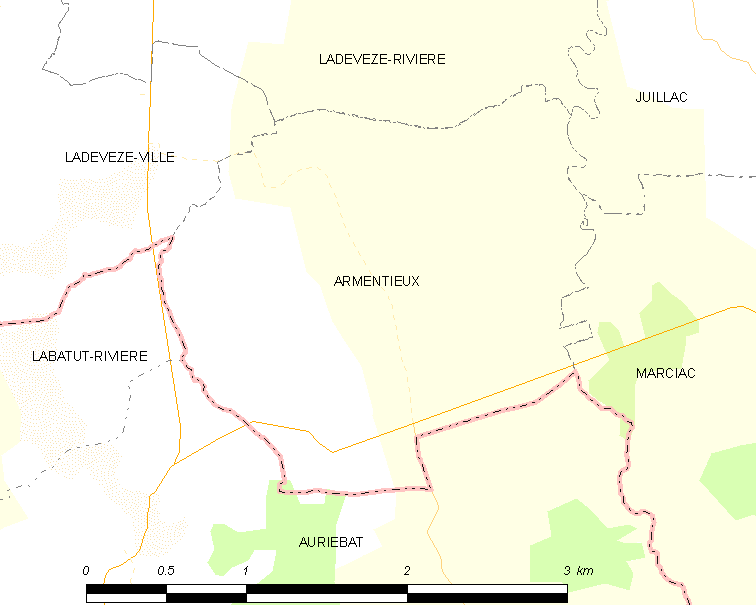
Mapa de la comuna de Armentiu

## Administració i política

### Alcaldes
| Període   | Identitat         | Partit        |
| --------- | ----------------- | ------------- |
| 2001-2008 | Patrick Larribat  | Divers gauche |
| 2008-     | Jean-Antoine Brun |               |

## Demografia
| 1962                                       | 1968 | 1975 | 1982 | 1990 | 1999 | 2006 |
| ------------------------------------------ | ---- | ---- | ---- | ---- | ---- | ---- |
| 113                                        | 93   | 76   | 79   | 71   | 76   | 71   |
| Des de 1962: població sense dobles comptes |      |      |      |      |      |      |